# 로망은 없다
"로망은 없다"은 2009년 공개된 대한민국의 애니메이션 영화이다.

## 줄거리
황순복 씨는 이벤트만 벌렸다하면 사고를 치는 조금은 못 생긴 아빠, 고영숙 씨는 예쁘지만 성깔 있는 엄마. 그리고 그들을 닮은 세 딸과 아들 하나. 그들이 황순복과 고영숙의 결혼기념일을 맞아 족발을 뜯 으며 이야기를 나눈다. 추적추적 비내리는 밤은 깊어가는데, 여전히 티격태격하는 엄마아빠의 모습을 보면서 황씨 아이들은 이리도 다른 엄마와 아빠가 어떻게 결혼했는지 궁금해진다. 그제서야 자신들의 이야기를 풀어놓는 황순복과 고영숙씨. 정말 별 볼 일 없고 시시하지만 들을수록 깊어지는 뚝배기맛 같은 그들의 사랑이야기.
황씨 부부는 결혼 기념일 행사를 두고 견해 차이로 서로 다투기 시작한다. 양평에 가자고 조르는 황씨, 자식들에게 선물을 요구하는 황씨 부인. 가족의 미묘한 신경전 사이로 오래 전 추억들이 하나씩 떠오르기 시작한다. 그것은 평범한 가족 안에 담긴 일그러진 추억의 방울방울이다..

## 관련 논문
- 김성철, 〈저예산 장편 애니메이션 기획 제작 시스템 모델에 관한 연구〉, 홍익대학교 영상대학원 디지털애니메이션 전공, 2011년 8월